# Bonipogonius
Bonipogonius is een kevergeslacht uit de familie van de boktorren (Cerambycidae). De wetenschappelijke naam van het geslacht werd voor het eerst geldig gepubliceerd in 1974 door Kusama.

## Soorten
Bonipogonius is monotypisch en omvat slechts de volgende soort:
- Bonipogonius fujitai Kusama, 1974